# 河东街道 (吉安市)
河东街道是中国江西省吉安市青原区下辖的一个街道，位于赣江江岸，隔江与吉安市中心城区相邻。总面积72平方公里，人口11766户、4.9万人。吉安火车站、禅宗名寺净居寺、井冈山大学位于辖区内。

## 地理
辖区地势东高西低，东部为低丘地带，西部为平坦的河谷平原，东南端是佛教名山青原山。总面积72平方公里，耕地面积1.7万亩，其中水田1.5万亩、旱地2964亩、山林2万亩。

## 交通
河东街道是青原区政府驻地，有井冈山大桥、吉安大桥、吉安赣江大桥三座公路大桥与对岸的吉州区相连，吉安火车站位于辖区内，105国道贯穿南北，距井冈山机场56公里。

## 行政区划
河东街道下辖11个社区、13个行政村，分别为：金竹社区、刘家社区、新生社区、邓家社区、铁路社区、师院社区、贸易广场社区、红光社区、麻家社区、芫下社区、新桥社区、赣江村、云江村、浒岗村、大塘村、胜利村、大路村、友谊村、枫塘村、菱塘村、沙芫村、夏家村、庄塘村、梅林村。

## 经济
河东街道是吉安市的新兴城区，依托吉安火车站设有省级经济开发区——吉安河东经济开发区，街道三次产业比例为：24.2:72.8:2.9，主导产业为建筑、水产养殖、城郊型农业。